# ナゴヤフォークタウン
ナゴヤフォークタウン（NAGOYA FOLK TOWN）は、東海ラジオ放送で放送されていた深夜のラジオ番組。
1976年11月7日放送開始。1982年4月から9月までの6か月間の中断をはさみ、1996年10月9日に終了。この20年間、兵藤ゆきと同局アナウンサーであった天野良春のコンビで999回放送された。

## 概要
『浴びせ倒しの街頭アナウンサー天野良春と、小股すくいの兵藤ゆきです』という自己紹介で有名であった番組。主に2人のトークと音楽、お便り紹介で進行されていた。
『フォークタウン』のタイトル通り、第一回目の放送ではフォークソングなどを14～15曲ほどをオンエアするなど音楽番組としての色合いが強かったが、次第にそのかかる曲の数も減っていき、パーソナリティ2人のトークが中心の番組になっていったという。
通常番組内でオンエアされる曲はすべてフルコーラスで、さだまさしの「親父の一番長い日」を初オンエアする際にはあらかじめ当曲の演奏時間が13分以上である旨を告知した上で流していた。
また、兵藤が歌手活動を行っていた時期は「Chance～心ときめいて～」「地図にない街」「僕たちの日々」等のいずれかがオンエアされた。
当番組は通常PT枠として放送されていたが、単発にて那智黒がスポンサーについたことがある。その際はラジオ用のCMではなく、かつてテレビで流れていた年配女性と黒人男性がダンスをするCMの音声がそのまま使用されていた。
バンドイベントと併催の形で、日和田高原にてファンの集いを開催したことがある。当日の模様は数回にわたり番組内でオンエアされた。
番組が放送されていた時期は、全国の民放ラジオ局が日曜深夜は機器整備のため深夜零時～25：00(深夜１時)にかけて放送を終了させていたが、東海ラジオに関しては当番組に続き、
宗教番組「世の光」、「ラジオはアメリカン」が放送されており、通常終了時刻が26:45(深夜２時45分)全国でもクロージングが遅いラジオ局であった。
そのため当番組のリスナーがそれらを引き続き聴取するケースも多く、「世の光」の番組内でリスナーの投書が読み上げられたことがある。
また、同時期に周波数の接近したラジオ大阪にて「ぬかるみの世界」が放送されており、調整しながら両番組を聴取するリスナーも存在した。
上記のように1982年4月から9月までの6か月間本番組は中断していたが、その間リスナーから復活要求の手紙などが局の編成部に山のように集まり、これに編成部長は「番組を再開するから、もう復活要求の手紙は出さんでくれ」と音を上げたという。
テーマ曲はアール・スクラッグス「Broad River」。

## 番組内容
- ジョーの一言[3][1]
本番組のディレクター・高木譲（ジョーさん）が時々スタジオサブから2人に話しかける一言が面白く放送中に話題になることがあり、このタイトルでクイズになっていた。
- 歌唱指導のコーナー[3][1]
あまりにも音痴だったという天野が『ジェフバック締メ先生』が弾くギターに合わせて歌を歌い、歌唱力を鍛えるコーナー。
- 恐怖体験コーナー[3]
リスナーが体験した恐怖の出来事のハガキを読む。
- クイズコーナー[3]
番組から毎週発表される単語を並べ、一年間欠かさず聴いてそれを続けるとある文章が出来上がるという企画も行っていた。正解発表の時に、正解したリスナーの発表も行われ、正解者には出演者、スタッフをイラストに描いた会員証が後日送付された。
- またラジオマガジンコーナーを作って、同誌へのDJ人気投票への投票を呼び掛けていたこともあった[4]。

## 番組終了とその後
1995年4月に土曜日23:00に移動、その1年6か月後に終了した。番組が終了したのは、兵藤の結婚と、放送開始時から長くこの番組を後ろで支えていた“ジョーさん”こと高木が亡くなったことも影響したと言われている。この番組中で兵藤、天野、高木のうち『一人でも欠けたらこの番組はやめる』と宣言していた。最終回はその日にリスナーを招待して収録が行われた『秘密の集会』というタイトルでの公開録音の模様が放送された。
終了から10年後の2006年6月18日日曜日深夜の27:15から29:00まで1時間45分に亘って、『ナゴヤフォークタウン21』として同じ兵藤、天野のコンビで通算1,000回目となる一夜限りの復活放送が行われた。

## 放送時間の変遷
- 毎週日曜日　24:25 - 25:30 （1976年11月7日 - 1978年3月）
- 毎週日曜日　24:35 - 25:30 （1978年4月 - 1978年9月）
- 毎週日曜日　25:05 - 26:00 （1978年10月 - 1979年3月）
- 毎週日曜日　25:25 - 26:00 （1979年4月 - 1979年9月）
- 毎週日曜日　25:00 - 26:00 （1979年10月 - 1982年3月、1982年10月 - 1995年3月）
- 毎週土曜日　23:00 - 24:00 （1995年4月 - 1996年10月9日）